# Пердика II Македонски
Пердика II (грч. Περδίκκας Β) био је краљ Македоније од око 454. п. н. е. до око 413. п. н. е. Син је Александра I Македонског. Током Пелопонеског рата често је мењао стране.

## Атина против Пердике
Након смрти Александра  Македонског македонска племена су постала аутономнија и у лабавом савезу са краљем. Атина је била савезник Пердике и због заслуга његовога оца дали су му почасно држављанство. Пердика је имао проблеме са два своја брата: Алкетом II и Филипом. Најпре је победио Алкету, преузео му територију и поштедео му живот. Филип је представљао много већи проблем пошто је контролисао део стратешки важне и плодне долине Вардара. Пердикин брат Филип је полагао право на престо и заратио је са Пердиком. Добио је подршку Атине и једнога од македонских поглавара Дерде. Атина је током 432. п. н. е. помагала Пердикине непријатеље. Пердика је због тога заратио са Атином. Потакао је Халкиђане и Боетијане да се одметну од Атине. Подстицао је Спарту да започне рат са Атином. Ступио је у контакт са Коринтом да му помогну да заједнички побуне Потидеју да се одметне од Атине.

## Опсада Пидне
Атињани су сазнали за Пердикине акције и намере. Најпре су послали 1.000 хоплита и 30 бродова према Македонији и да спрече одметнуће Потидеје. Када су стигли Потидеја и многи градови у Халкиди су се већ одметнули. Нису могли да ратују и против побуњених градова и против Македоније, па су одлучили да најпре крену у Македонију и да помогну Пердикиног брата Филипа. Када су Атињани сазнали да се побунило још градова на трачкој обали послали су појачање. Освојили су Терме и опседали су Пидну. Док су опседали Пидну Атињани су сазнали да је Коринт послао војску као помоћ Потидеји. Атињани нису могли да воде рат на два фронта, па су склопили споразум и савез са Пердиком.

## Битка код Потидеје
Пердика је одмах раскинуо савез са Атином и помагао је Потидеји током битке код Потидеје. Атињани су победили и опколили су Потидеју. Та битка је довела до Пелопонеског рата.

## Савез са Атином
Атина је 431. п. н. е. склопила савез са трачким краљем Ситалком (краљ Одрижана). Атину и Пердику измирио је Нимфодор, чија сестра је била удана за Ситалка. Да би добила македонску подршку Атина је Пердики вратила Терму. Пердика је онда помагао Атињанима и Формиону у рату са Халкиђанима. Иако је био у савезу са Атињанима тајно је помагао Спарту. Када је Кнем 429. п. н. е. напао Акарнанију тада му је Пердика послао 1.000 војника без знања Атине. Ипак та македонска војска прекасно је стигла.

## Ситалко напада Македонију
Краљ Одрижана Ситалко напао је 429. п. н. е. Македонију са 150.000 војника. Циљ му је био да Филиповог сина Аминту постави на македонски трон. Пердика није могао да се одупре трачкој инвазији. Македонска војска се повукла у утврђења и одатле су Трачане нападали коњицом само где би им се указала прилика за напад. Чим би се појавила већа трачка војска повлачили би се. Атињани нису испунили обећање дано Ситалку, да ће му помоћи и да ће доћи са флотом. Ситалко је пустошио Македонијом и Халкидом, али није заузимао веће утврђене градове. Пердика је тајно придобио Сеута, синовца од Ситалка. Обећао му је своју сестру за жену. Када је Ситалку понестало хране, а приближила се зима, био је присиљен да се повуче. Одлуку о повлачењу убрзао је Сеут.

## Долазак Брасиде
Пердика је 424. п. н. е. наговорио спартанског војсковођу Брасиду да крене на свој поход у Македонију и Тракију. Чим је Брасида стигао Пердика га је наговарао да му помогне да потчини линачког краља Арабеја. Линкестија је било подручје око данашње Битоле. Радило се оплодној територији, која је контролисала важне путеве. Брасида је дошао да ствара невоље Атини у време када се Спарта налазила у невољи на самом Пелопонезу. Брасида је део Халкиде побунио против Атине, а део заузео издајом. Најпре је са Пердиком кренуо на краља линачких Македонаца Арабеја. Када су били близу града Линка Брасида је кренуо да посредује и склопио је споразум са Арабејем. То је повредило Пердику, па је отада спартанској војсци смањио снабдевање. Смањио је и учешће у рату који је Брасида водио у Халкиди. Кад је Брасида освојио Амфипољ 424. п. н. е. Пердика је дошао да му помаже.

## Издаја Илира
Када су Спарта и Атина склопили мир онда је Брасида имао слободне руке, па га је Пердика наговорио да му помогне у рату са Арабејем. На Арабеја и његов Линк кренуло је 3.000 хоплита, око 1.000 коњаника и много других. У првој бици побили су много Линчана, а након тога чекали су да им стигне помоћ од Илира. Међутим Илири су издали Пердику и прешли Арабеју. Због илирске издаје македонску војску је ухватила паника, па су присилили Пердику да се нагло повуку. Пердика је на тај начин оставио Брасиду и његову војску у великој опасности. Брасида и Спартанци су остали сами на ратишту, али вештином и хладнокрвношћу Брасида је своју војску извукао у поретку. Након тога Спартанци су били љути на Пердику и Македонце, а свој бес су искаљивали на неколико места у Македонији. До краја године Пердика је напустио савез са Спартом и склопио је мир са Атињанима 423. п. н. е.

## Мијењање страна
Пердика је поново постао атински савезник, али пошто је веома слабо подржавао Атину Никија је од њега тражио да покаже неки знак верности савезу. Пердика је тада наговорио Тесалце да спрече пролаз спартанске војске кроз Тесалију. После битке код Мантинеје 418. п. н. е. тајно је приступио новом савезу склопљеном између Спарте и Аргоса. Због тога је дошло до обнављања непријатељства Пердике и Атине. Атина је обновила стару политику помагања Пердикиних непријатеља, тако да је из Метона атинска коњица заједно са македонским изгнаницима поустошила околне македонске територије. Током 414. Пердика је поново у савезу са Атином и тада је заједно са њима и Трачанима нападао Амфипољ, али нису га заузели. Изгледа да је Пердика мењао стране у складу са својим тренутним интересима. Не зна се тачан датум Пердикине смрти, али није било пре краја 414. п. н. е.